# Geochemie
Geochemie je věda o chemickém složení Země, zkoumá obsah, distribuci a procesy migrace chemických prvků a jejich izotopů ve složkách geologického a životního prostředí na Zemi, zkoumá látkové a energetické toky, transport chemických komponent v čase a prostoru a jejich interakce s hydrosférou, atmosférou a biosférou. Někdy je vyčleňován obor kosmochemie, který se zaměřuje na stejný předmět zkoumání v rámci vesmíru (geochemie vesmírných těles apod.).
Nejdůležitějšími obory jsou:
1. Horninová geochemie: zkoumá obsah a distribuci chemických prvků v horninách a minerálech, také v rámci diferenciace zemského tělesa (jádro-plášť-kůra), zkoumá zákonitostí těchto procesů a vytváří teorie a modely vzniku zemských sfér, ložisek nerostných surovin, hornin aj.
2. Izotopová geochemie: zkoumá relativní a absolutní obsahy izotopů lehkých prvků (H, C, N, O, P, S aj.) i těžkých prvků (Pb, U, Nd, Sr aj.) ve složkách geologického a životního prostředí. Její aplikací je radiochronometrie.
3. Kosmochemie: zkoumá obsah a distribuci chemických prvků ve vesmíru (zejména planet sluneční soustavy, Měsíce, komet a meteoritů).
4. Organická geochemie: zkoumá organické látky (např. organické kyseliny, aromatické uhlovodíky, kaustobiolity, fullereny aj.) v geologickém a životním prostředí.
5. Biogeochemie: zkoumá interakce biosféry a geosféry, toky a cykly chemických prvků v ekosystémech za účasti organismů a obsah a distribuci prvků v živých organismech. Její podobor mykogeochemie zkoumá obsah a distribuci stopových prvků ve velkých houbách (makromycetech).
6. Environmentální geochemie: aplikace geochemických metod na studium problematiky ochrany životního prostředí, zejména v souvislosti s antropogenním znečištěním.

Geochemii lze studovat na Přírodovědecké fakultě UK v Praze. Geochemik se může věnovat studiu chemismu minerálů a hornin, ale také geochemii vody, atmosféry, nebo rostlin, často v souvislosti s problematikou ochrany přírodního prostředí.  
Studium chemismu minerálů a hornin pomocí moderních analytických metod umožňuje rekonstrukci průběhu geologických procesů a má tedy zásadní význam pro poznání podmínek vzniku a vývoje geologických objektů.